# Astomaspis extinctor
Astomaspis extinctor là một loài tò vò trong họ Ichneumonidae.